# Fontaine de la Grenouille
 (janvier 2019).
La fontaine de la Grenouille, autrefois Fontaine Blanche, est un des ornements pittoresques de la « promenade de Blanchefontaine » de la ville de Langres, dans le département français de la Haute-Marne.

## "Fontaine de la Grenouille" et promenade de "Blanchefontaine"
Cette fontaine, aménagée à Langres au milieu du XVIIe siècle est originale car elle tient compte de la topographie du lieu et crée des perspectives plongeantes et verdoyantes sur la vallée de la Bonnelle.
Il s’agit de la plus importante et de la plus aboutie des fontaines de Langres. Elle fait partie, avec l’allée d’arbres qui y conduit (la promenade de Blanchefontaine), d’un ensemble formant une promenade très agréable et prisée par les Langrois.
La promenade tire son origine d'un alignement d'arbres offerts par Sully à la ville, en remerciement de sa fidélité à Henri IV. Prolongée, puis ornée d'un nymphée et de fontaines au XVIIIe, la promenade a été décrite par Diderot en ces termes : « Nous avons ici une promenade charmante ... Mes yeux errent sur le plus beau paysage du monde. »
Avec "Blanchefontaine", les Langrois disposent d'une promenade originale : ni parc, ni cours, elle est trop étirée pour être un parc, trop touffue pour être « à la française » et trop linéaire pour être « à l'anglaise ». C'est un ensemble complexe qui emprunte des éléments à chacun de ces aménagements et les regroupe en un ensemble harmonieux. Ils représentent un siècle d'efforts..

## Situation
On accède à la promenade de Blanchefontaine puis à la Fontaine de la Grenouille depuis la place Bel air ou depuis la place des États-Unis en venant de Vesoul, de Dijon ou de Chaumont.

## Historique
La fontaine est semble-t-il connue depuis la plus haute antiquité sous le nom de Fontaine Blanche. Elle est très fréquentée. La source s'écoule dans un vieux réservoir.
Perchée sur son éperon depuis plus de deux millénaires, Langres s’est dès l’origine posé la question de son approvisionnement en eau. L’absence de sources sur le plateau a obligé les habitants à faire preuve d’imagination et de pragmatisme quant à la « domestication » de cette ressource naturelle essentielle aux besoins quotidiens.
Les fontaines continuent de ceinturer l’éperon, à quelques dizaines de mètres en contrebas des remparts, à la limite géologique entre le socle calcaire (faillé et perméable) et les couches d’argile (imperméable). Si elles n’ont plus les mêmes fonctions utilitaires, elles constituent néanmoins un patrimoine original et de grande qualité. Depuis quelques années, elles font l’objet d’un entretien et de chantiers de restauration réguliers. Toutes différentes dans leurs mises en œuvre et leur traitement architectural, elles scandent le « chemin des fontaines » qui est également un « chemin sous remparts » permettant d’apprécier des vues inédites sur les fortifications et l’écrin vert de leurs anciens glacis.
C'est au cours du XVIIe siècle que la cité connaît de nouveaux aménagements, notamment aux abords des fortifications. Une large allée plantée de tilleuls est alors imaginée, partant de la porte principale, au nord, elle s'étire jusque vers le sud sur les bords de la Bonnelle. Le premier ensemble de verdure avec pièce d'eau remonte à 1657. Inspiré par les modèles italiens, l'architecte langrois Claude Forgeot imagine une composition française. Au départ la fontaine se compose d'une grotte, accompagnée de deux bassins supérieurs en terrasse, un troisième bassin est ajouté en 1678, il est décoré en son centre d'un dauphin tenant un triton.
Depuis le milieu du XVIIe siècle, l'échevinage a entrepris l'aménagement d'une promenade avec une allée ombragée. Le 26 octobre 1656, les échevins décident d’embellir l’accès à la source, non sans peine… Les terrains à traverser appartenant aux chapelains de Notre Dame de l'Aurore, un échange doit être négocié pendant les années suivantes. Cependant les travaux de plantation et d’aménagement n’attendent pas la fin des tractations.
En 1657, ormeaux et tillots sont plantés par le jardinier Benjamin Le Gois dit La Bruyère constituant la promenade menant à la Fontaine Blanche (ancien nom de la Fontaine de la Grenouille).
Le 15 mars 1657, un marché est passé entre les trois Forgeot et Gaultier maçon, pour exécuter à la fontaine les travaux  conçus par le maître des réparations Chauvetet.
Si bien que le 14 mai 1657 l’ensemble était quasiment achevé, et la bénédiction du lieu fut prononcée le 30 septembre de la même année. La construction de la « grotte » (l'édicule abritant la source) et des deux bassins supérieurs en terrasse pourrait elle aussi dater de 1657.
Malmenés par les laboureurs indélicats et les moutons avides de jeunes pousses, ils doivent être remplacés au cours des années suivantes. Dès son achèvement, l’allée de Blanchefontaine conduisant à la fontaine, ainsi que cette dernière, subissent des dégradations. À tel point que les gardes de la porte des Moulins sont autorisés à tirer sur les moutons qui se nourrissent des jeunes pousses formant l’allée.
La même année, la maçonnerie de la fontaine est réalisée : la disposition de la grotte abritant la source et des deux bassins supérieurs en terrasse  date de cette époque.
En 1678, l'échevinage décida de réaliser « un bassin avec un jet d'eau en la fontaine Blanche au-dessous du dernier" . La disposition des trois bassins successifs à flanc de pente que l'on peut encore voir date donc de la fin du XVIIe siècle. C'est celle que Denis Diderot connaît et qui lui procure sa profonde singularité.
Entre 1733 et 1736, des contre-allées sont plantées afin d’élargir la promenade. Désormais trait d’union vert entre la ville ancienne, les « quartiers neufs » et la citadelle, le parti de cette promenade reste original : la promenade est inséparable de la fontaine.
Entre 1755 et 1758, l'architecte Claude Forgeot et le sculpteur Clément Jayet donnent à cette fontaine son esthétique actuelle.Claude Forgeot reconstruit l'édifice, restaure les terrasses et les bassins. Il met en place les grands escaliers et les bancs de pierre. Clément Jayet orne la grotte de rocailles et de statues (dont la fameuse grenouille en bronze donnant son nom à la fontaine). Elle est surmontée d'une inscription latine gravée dans le marbre qui domine la niche d'où jaillit l'eau (due au chanoine Claude Jandin) célébrant les récents travaux d'embellissement et faisant référence au projet (non réalisé) d'adduction d'eau de cette fontaine vers la ville intra-muros ( « Aux Citoyens de Langres, Je suis  Nymphe. Essoufflée, à peine au faîte de vos montagnes j'ai fait sourdre les eaux pour qu'elles vous fussent offertes promptement. Je vous plairais toujours, car revêtue de splendeurs par une nouvelle parure. J'élève orgueilleusement ma tête parmi les Naïades, je suis pourtant fille des champs, mais si le ciel exauce mes vœux, je serai citadine : toute la ville devra sa verdure à mes eaux. »). Les bassins, terrasses et escaliers sont également restaurés. À l'époque, contrairement à aujourd'hui, un seul accès mène à cette fontaine. Depuis l'allée de Blanchefontaine qui se poursuit jusqu'à l'arrière de la grotte, on descend jusqu'à celle-ci par le somptueux escalier en pierre la contournant. L'effet ainsi produit est saisissant ; on découvre au dernier moment l'enchaînement successif des terrasses où même le bruit de l'eau semble avoir été délicatement étudié en fonction des bassins (ruissellements, cascades, jets...) ! Cette promenade est inséparable de sa fontaine qui lui a donné son nom, elle a été réalisée en même temps.
Au début du XIXe siècle, la population de la ville aspire à bénéficier de fontaines intra-muros plus pratiques.
Dès 1761, un projet d’acheminement des eaux de Blanchefontaine jusqu’à la cité est prévu. Ce vieux rêve est proche de se réaliser plusieurs fois sans jamais se concrétiser.
Blanchefontaine ne change plus d'aspect jusqu'à la Révolution, seuls des travaux d'entretien y sont menés, notamment dans le cadre des « ateliers de charité ».
Le classement au titre des Monuments historiques intervient le 15 août 1906 pour la fontaine et le 7 juillet 1937 pour la promenade.
En 1976, les tilleuls séculaires sont intégralement renouvelés et remplacés par de nouvelles plantations.
La source est très réputée auprès des couteliers pour la trempe de l'acier. À l'origine, l'accès à la fontaine depuis l'allée se faisait par le haut ; aujourd'hui l'installation du réseau routier a modifié le tracé naturel.

## Description

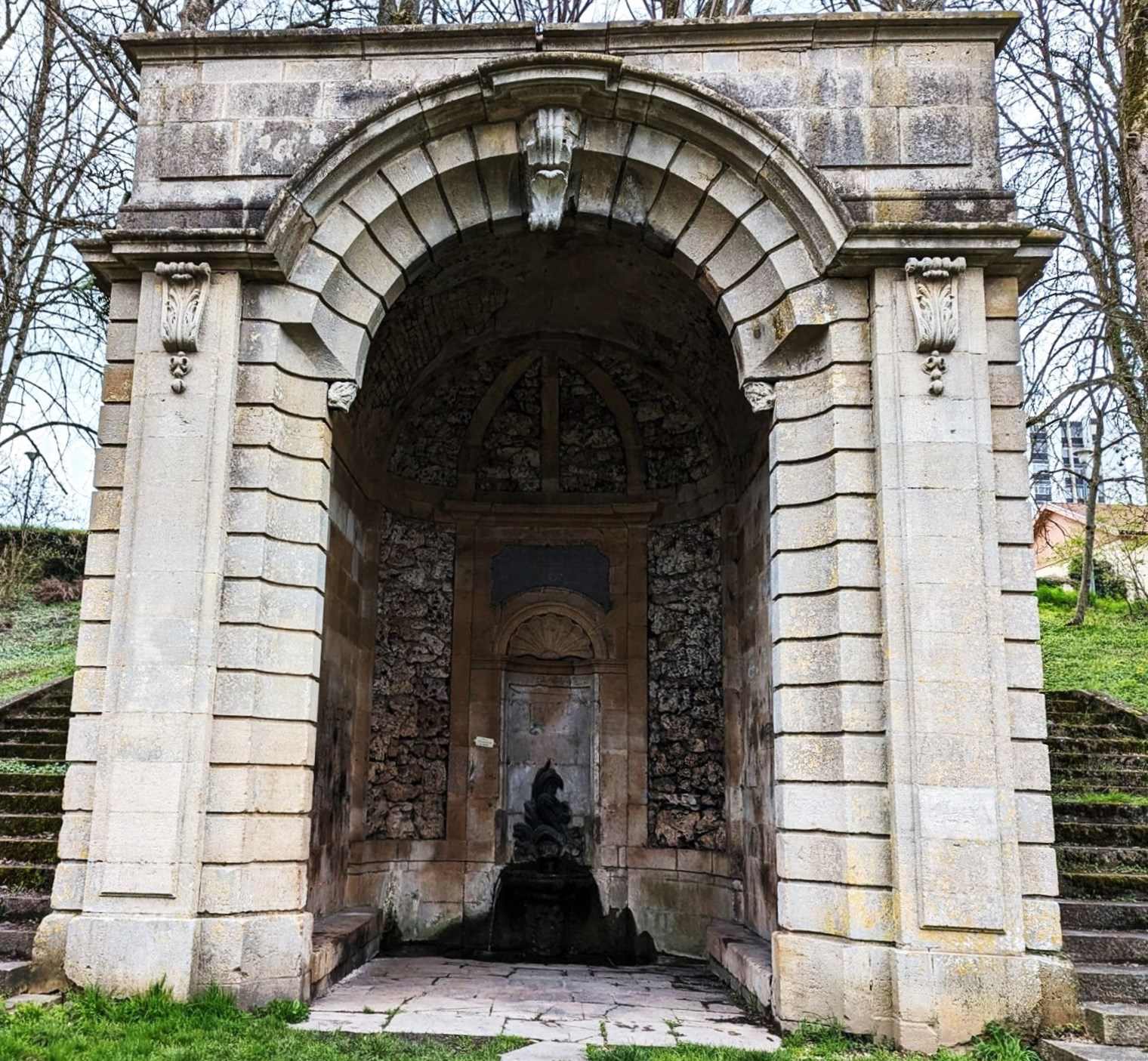
La Fontaine de la Grenouille

La fontaine est située à flanc de coteau, permettant à l’eau de s’écouler dans des bassins successifs sur trois niveaux.
L’eau prend naissance dans la gueule d’une grenouille sculptée, abritée dans une grotte, puis recueillie dans une vasque qui s’avère être l’un des anciens bénitiers de la cathédrale. Celui-ci avait remplacé la coquille d’origine cassée après la Révolution. De là, l’eau s’écoule jusqu’à un premier bassin rond, jouant telle une cascade sur des escaliers en pierre. Puis elle repart vers le bassin en contrebas, surgissant d’une gueule de lion sculptée en fonte et tombe dans une vasque en pierre. Sa course s’achève dans le grand bassin circulaire situé en contrebas et agrémenté d'un jet d'eau, établi sur un rond-point de verdure entouré de bancs en pierre et de tilleuls. La grenouille et la tête de lion sont en fonte.
La grenouille fait 1,15 m de hauteur et 0,80 m de large.

## Diderot et la fontaine de la Grenouille
Dans ses lettres à Sophie Volland, Denis Diderot, l’enfant du pays, décrit le plaisir qu’il éprouve à se promener à Blanchefontaine.
Diderot, venu à Langres après le décès de son père, dans une lettre du 3 août 1759 à Sophie Volland décrit ainsi les lieux :
« À Langres, le 3 août 1759.
Voici, ma tendre amie, ma quatrième lettre.
Nous avons ici une promenade charmante ; c’est une grande allée d’arbres touffus qui conduit à un bosquet d’arbres rassemblés sans symétrie et sans ordre. On y trouve le frais et la solitude. On descend par un escalier rustique à une fontaine qui sort d’une roche. Ses eaux, reçues dans une coupe, coulent de là, et vont former un premier bassin ; elles coulent encore et vont en remplir un second ; ensuite, reçues dans des canaux, elles se rendent à un troisième bassin, au milieu duquel elles s’élèvent en jet. La coupe et ces trois bassins sont placés les uns au-dessous des autres, en pente, sur une assez longue distance. Le dernier est environné de vieux tilleuls. Ils sont maintenant en fleur ; entre chaque tilleul on a construit des bancs de pierre : c’est là que je suis à cinq heures. Mes yeux errent sur le plus beau paysage du monde. C’est une chaîne de montagnes entrecoupées de jardins et de maisons au bas desquelles serpente un ruisseau qui arrose des prés et qui, grossi des eaux de la fontaine et de quelques autres, va se perdre dans une plaine. Je passe dans cet endroit des heures à lire, à méditer, à contempler la nature et à rêver à mon amie. Oh ! qu’on serait bien trois sur ce banc de pierre ! C’est le rendez-vous des amants du canton et le mien. Ils y vont le soir, lorsque la fin de la journée est venue suspendre leurs travaux et les rendre les uns aux autres. La journée a dû leur paraître bien longue, et la soirée doit leur paraître bien courte.
Denis Diderot  : Lettres à Sophie Volland »